# Suriyampalayam
Suriyampalayam è una suddivisione dell'India, classificata come town panchayat, di 21.893 abitanti, situata nel distretto di Erode, nello stato federato del Tamil Nadu. In base al numero di abitanti la città rientra nella classe III (da 20.000 a 49.999 persone).

## Geografia fisica
La città è situata a 11° 24' 20 N e 77° 40' 46 E.

## Società

### Evoluzione demografica
Al censimento del 2001 la popolazione di Suriyampalayam assommava a 21.893 persone, delle quali 11.350 maschi e 10.543 femmine. I bambini di età inferiore o uguale ai sei anni assommavano a 2.431, dei quali 1.216 maschi e 1.215 femmine. Infine, coloro che erano in grado di saper almeno leggere e scrivere erano 14.059, dei quali 8.349 maschi e 5.710 femmine.